# Varón Dandy

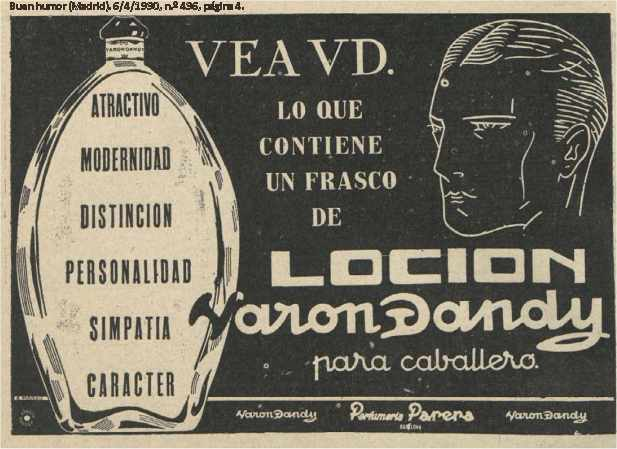
Anuncio publicitario del año 1930 de la loción de la línea Varon Dandy en la revista Buen Humor

Varón Dandy es una fragancia y una línea de productos masculina creada por la marca de perfumes Parera, con sede en Badalona, Cataluña, España. La fragancia se convirtió en el producto estrella de la empresa, que marcó toda una época como primera y única fragancia masculina en España durante muchos años. Originalmente se creó el perfume de la mano del fundador Juan Parera Casanovas en 1912, el mismo año en que se fundó la Perfumería Parera.

## Características
Según los especialistas Varón Dandy tiene una esencia  amaderada, especiada, a cuero, animalizada y oriental, además muy característica por su aroma intenso. Posteriormente amplió a una gama de productos masculinos, presentada en su tarjeta comercial como: «Varón Dandy reúne todos los artículos de perfumería indispensables en el tocador del hombre moderno», incluyendo agua de colonia, cremas, lociones, pastas dentífricas, masajes, fijadores y extractos.

## Imagen corporativa
Con un emblema formado por un sombrero de copa, un bastón y un guante, con la voluntad de transmitir al consumidor que su uso representaba la elegancia en un hombre, se convirtió en una fragancia asequible para muchas personas que no se podían permitir una colonia extranjera, principalmente aquellas francesas. Su publicidad, sobre todo, se basó en su carácter de «perfume genuinamente varonil», es decir, una fragancia viril que reforzaba la masculinidad del hombre, alejando de esta forma las posibles sospechas de homosexualidad hacia un hombre que utilizaba perfume, algo común en la época.

## Historia
Durante el primer periodo del franquismo, en cierto modo, se politizó su publicidad, al servicio del nuevo régimen, y llegó a afirmar que se dedicaría a «trabajar intensamente para abastecer y normalizar cuanto antes nuestro mercado en aras de la grandeza y espléndido resurgir de nuestra querida patria». Con respecto a sus ventas, su punto álgido fue durante la década de 1970, cuando Parera llegó a producir dos millones y medio de litros en comparación a los 10000 que fabricaba en la década de 1920. La década de 1980 significó una bajada en su consumo, si bien consiguió remontar a principios de los 90, cuando Varón Dandy pasó a formar parte de la firma Benckisser, que adquirió la empresa Parera en 1990, y después a Cosméticos Astor.